# Frank Dekkers
Frank Dekkers (Nijmegen, 4 november 1961) is een kunstschilder van landschappen.

## Leven en werk
Dekkers studeerde schilderen en grafiek aan de Academie voor Beeldende Kunsten te Utrecht.
Zijn werk is beïnvloed door de kunstschilder Kees Bol bij wie hij in 1984 een stage liep.
Hij maakt aquarellen, schilderijen en tekeningen op locatie in met name het rivierengebied. Houtsneden, litho’s en veel van de schilderijen op groot formaat ontstaan in het atelier als distillaat van eerder buiten opgedane ervaringen.

## Werken

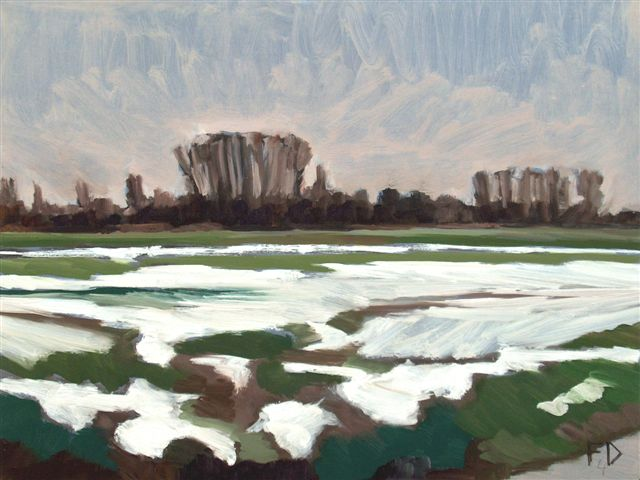
Dooiende sneeuw in de Achthovense polder (2004)
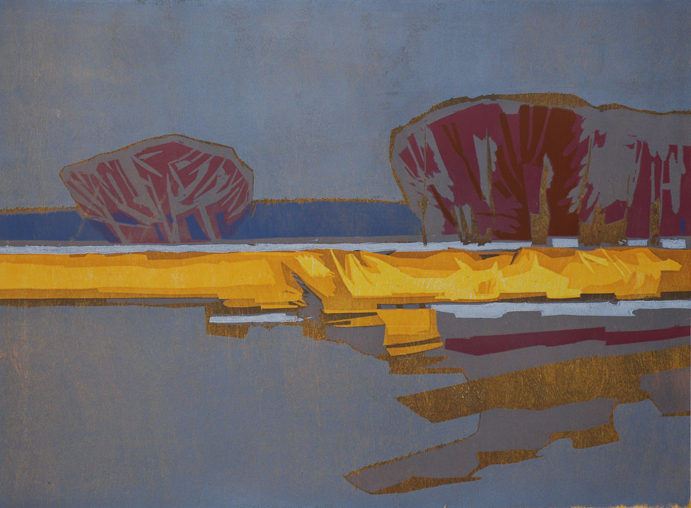
Oude Waal (2007)

## Museale tentoonstellingen
| 1991 |  | Taipei Fine Arts Museum, Taipei, Taiwan      |
| 1993 |  | Ino-cho Paper Museum, Ino, Kōchi, Japan      |
| 1996 |  | Ino-cho Paper Museum, Ino, Kōchi, Japan      |
| 1998 |  | Singer Museum, Laren, Nederland              |
| 1999 |  | Museum het Oude Raadhuis, Leerdam, Nederland |
| 2002 |  | Stadsmuseum, IJsselstein, Nederland          |
| 2005 |  | Stedelijk Museum Vianen, Vianen, Nederland   |
| 2007 |  | Museum Flehite, Amersfoort, Nederland        |
| 2008 |  | Gorcums Museum, Gorinchem, Nederland         |
| 2010 |  | Voerman Museum Hattem, Hattem, Nederland     |

## Boeken en catalogi
| 1999 |  | De plek, met werk van Dekkers en Jeroen Hermkens, tekst Rimme Rypkema                                                                         |
| 2001 |  | Frank Dekkers, ISBN 90-6216-664-4, tekst Rimme Rypkema                                                                                        |
| 2006 |  | Aan de rivier, ISBN 90-7776-708-8, met gedichten van Menno van der Beek, Mark Boog, Lenze Bouwers, C. Breukers en Abe de Vries                |
| 2006 |  | Winterreise |
| 2009 |  | Oorverdovend stil, ISBN 90-7896-445-6, ISBN 978-90-7896-445-2, met teksten van Dick Adelaar, Bianca Ruiz, Christina Hosman en Jeroen Hermkens |